# 2728 Yatskiv
A 2728 Yatskiv (ideiglenes jelöléssel 1979 ST9) a Naprendszer kisbolygóövében található aszteroida. Nyikolaj Sztyepanovics Csernih fedezte fel 1979. szeptember 22-én.